# Ian Duncan
Ian Duncan, baron Duncan of Springbank (ur. 13 lutego 1973 w Alyth) – brytyjski i szkocki polityk, poseł do Parlamentu Europejskiego VIII kadencji.

## Życiorys
Ukończył geologię na Uniwersytecie w St Andrews, uzyskał doktorat z paleontologii na Uniwersytecie w Bristolu. Pracował jako analityk w koncernie BP, przez cztery lata był zastępcą sekretarza generalnego szkockiej federacji rybaków, następnie urzędnikiem w szkockiej radzie ds. uchodźców. Przez kolejne siedem lat kierował biurem Parlamentu Szkockiego w Brukseli. W 2011 powrócił do kraju, gdzie pracował jako doradca ds. europejskich w parlamencie.
Zaangażował się również w działalność polityczną w ramach Partii Konserwatywnej, m.in. w 2003 bez powodzenia kandydował na posła do Parlamentu Szkockiego w okręgu wyborczym Aberdeen South. Gdy w 2013 europoseł Struan Stevenson ogłosił, że nie będzie ubiegał się o reelekcję, Ian Duncan został rekomendowany na pierwsze miejsce listy torysów w szkockim okręgu wyborczym w wyborach w 2014. W głosowaniu z 22 maja 2014 uzyskał mandat eurodeputowanego VIII kadencji.
W 2017 kandydował bez powodzenia do Izby Gmin, przegrywając o 21 głosów z deputowanym Szkockiej Partii Narodowej. Odszedł z PE w czerwcu tegoż roku w związku z nominacją na parlamentarnego podsekretarza stanu w departamentach do spraw Walii i Szkocji. Wraz z nominacją zapowiedziano również jego powołanie w skład Izby Lordów, do której doszło w lipcu 2017. W październiku 2017 z biura do spraw Walii przeszedł do departamentu do spraw Irlandii Północnej w tej samej randze. W lipcu 2019 zakończył pełnienie funkcji w departamencie do spraw Szkocji, obejmując jednocześnie funkcję parlamentarnego podsekretarza stanu w departamencie do spraw biznesu, energii i przemysłu. Z funkcji rządowych odszedł w lutym 2020.
Jest jawnym homoseksualistą i działaczem LGBTory, organizacji działającej przy Partii Konserwatywnej.